# Amanda è libera (album)
Amanda è libera este un album al cântărețului Al Bano publicat în Italia, Germania și România cu ocazia Festivalului Sanremo 2011 unde obține locul 3 în clasament cu melodia cu același titlu.

## Track list
1. Amanda è libera – 3:58  (Albano Carrisi, Alterisio Paoletti, Fabrizio Berlincioni)
2. Col pensiero – 4:05  (Fabrizio Berlincioni, Yari Carrisi)
3. Che stupido finale – 4:14  (Albano Carrisi, Fabrizio Berlincioni)
4. M'innamorai di te – 4:20  (Albano Carrisi)
5. Abbaio alla luna – 3:40  (Ivan Cattaneo)
6. Io mi ricordo di te – 3:51  (Georgou Lasthanoss, Popi Minellono)
7. Gloria, gloria – 3:44  (Mimmo Cavallo, Pino Aprile)
8. Sogni – 3:53  (Andrea Lo Vecchio)
9. You, You, You – 3:25  (Fabrizio Berlincioni, Martin Langer)
10. Isole – 3:46  (Georgou Lasthanoss, Popi Minellono)
11. Ave Maria (Tratto da "La buona novella") – 3:36  (Fabrizio De André, Giampiero Reverberi)
12. Un pugno nell'anima – 4:55  (Albano Carrisi, Fabrizio Berlincioni)